# La frontera azul
La frontera azul, también conocida por el título internacional de The Water Margin, es una serie televisiva japonesa de título original Suikoden (水滸伝, en japonés: Los márgenes del agua) basada en el cómic de Mitsuteru Yokoyama, a su vez adaptación de una novela china comúnmente atribuida a Shi Nai'an y Luo Guanzhong y llevada al cine y la televisión china y japonesa en diversas ocasiones. 

## Argumento
El prólogo de la historia reza "Un viejo proverbio chino dice: No desprecies a la culebra por no tener cuernos, quizá se reencarne en dragón; también un hombre puede ser todo un ejército". 
La acción tiene lugar alrededor del siglo X y se sitúa en China durante la época de la Dinastía Song. Kao Chiu, favorito del emperador, profana el secreto de la montaña sagrada, en la que moran espíritus malignos y héroes milenarios. Los oficiales de Kao, corrompidos por la política del favorito del emperador, tienen a los habitantes de la capital sumidos en la miseria, bajo un ambiente de terror, que les obliga a entregar todas sus cosechas al poderoso Chiu. Lin Chung, oficial de la Guardia Imperial, se opone a la tiranía de Kao y éste condena a muerte al oficial imperial acusado de asesinato. Milagrosamente, tiempo después Lin recobra la vida y logra reunir a sus órdenes a todo un ejército de proscritos que, refugiados en las marismas del Liang Shang Po, protagonizan diversas escaramuzas contra la milicia de Kao.

## La serie en Japón
La serie de televisión, producida por Nippon Television, se estrenó el 2 de octubre de 1973. En total tuvo diez directores, a las órdenes del supervisor Toshio Masuda, que también dirigió y escribió algunos capítulos junto a Hajime Takaiwa. Masaru Satō compuso la banda sonora, que se hizo muy popular. 
Reparto principal
- Atsuo Nakamura ... Lin Chung
- Sanae Tsuchida ... Hu San-Niang
- Kei Sato ... Kao Chiu
- Isamu Nagato ... Lu Ta
- Teruhiko Aoi ... Shi Shin
- Ryohei Uchida ... Chu Wu

## La serie en España
La serie se estrenó en España el 7 de mayo de 1978. En principio se emitió en TVE-1 la noche de los domingos, pero el contenido juvenil propio de esta producción provocó que a las pocas semanas fuera trasladada a la tarde de los sábados. 
Se dobló en los estudios madrileños de Sincronía, siendo encomendada la famosa narración del prólogo a Federico Guillén. El doblaje de Lin Chung fue realizado por Luis Porcar y el del pérfido Kao Chiu fue encomendado a Luis Carrillo.
El éxito generado, especialmente entre el sector infantil y juvenil, provocó que tanto Editorial Fher como Panrico y Bruguera pusieran a la venta varias colecciones de cromos. También tuvo su correspondiente versión en foto-novela publicada por Edipress. 
Mayoritariamente estas ediciones se hicieron a través de BRB Internacional, que gestionaba el merchandising de la serie.